# Nowe (województwo łódzkie)
Nowe – wieś w Polsce położona w województwie łódzkim, w powiecie kutnowskim, w gminie Krośniewice.
Nowe od XV w. jest siedzibą rzymskokatolickiej parafii św. Floriana. 
Wieś szlachecka położona była w drugiej połowie XVI wieku w powiecie łęczyckim województwa łęczyckiego. 
W kościele parafialnym tej miejscowości, 15 listopada 1911 r., wziął ślub z Heleną Ryźlak (zm. ok. 1975 r.) pierwszy prezydent Łodzi w niepodległej Polsce – Aleksy Rżewski. W tym samym dniu (po ślubie Rżewskiego), odbył się pogrzeb malarza Wojciecha Piechowskiego, który zginął 13 listopada w wypadku drogowym pod Skłótami, przygnieciony bryczką przewróconą przez spłoszone konie. Stała ekspozycja prac Wojciecha Piechowskiego znajduje się w Muzeum Ziemi Zawkrzeńskiej w Mławie.
W latach 1975–1998 miejscowość położona była w województwie płockim.
W 2021 r. w Szkole Podstawowej im. gen. Władysława Andersa w Nowem odbyło się uroczyste odsłonięcie i poświęcenie pomnika gen. Władysława Andersa, sfinansowanego przez Biuro Upamiętniania Walk i Męczeństwa IPN.

## Zabytki
Według rejestru zabytków NID na listę zabytków wpisane są obiekty:
- parafialny kościół pw. św. Floriana, drewniany, 1775, nr rej.: 415 z 18.07.1967
- dzwonnica, drewniana, nr rej.: 416 z 18.07.1967